# Hisgier
Der Hisgier (auch: Hisgir) „ist eine vermummte Gestalt, die an Lätare oder Ostermontag in einigen Dörfern des Markgräflerlands mit einem Begleiter unter Singen von Versen von Haus zu Haus zieht und um Eier, Mehl, Butter und anderes bettelt“.
Er tritt in evangelischen Gemeinden vor allem Südbadens als männliche Figur laut fordernd und lärmend in Form einer Strohpuppe auf und steht der Figur der weiblichen Ufertbrut gegenüber, welche den aufkeimenden Frühling symbolisiert.
Beide Figuren gehen auf alte Fruchtbarkeitsriten zur Austreibung des Winters zurück.
Eine verwandte Tradition existierte unter dem Namen Hirzgigerumzug auch in Gemeinden im Elsass.